# 土肉桂
土肉桂为樟科肉桂属的植物，是台灣的特有植物。分布在台灣，生长于海拔400米至1,500米的地区，多生于常绿阔叶林中。目前在台灣花蓮縣鳳林鎮以及南投縣中寮鄉已經有人工栽培。

## 型態

### 莖與葉
中喬木，為常綠樹木，樹皮和樹葉有肉桂的味道。小枝細長無毛，葉呈互生或是近似對生，革質，葉緣全緣，葉形呈卵形至狹卵形，葉尖為尖形或漸尖形，葉基鈍形或次圓形，葉長8~12公分，葉寬3~6公分，三出脈，兩條主要側脈延伸到中肋2/3~3/4長度的地方，側脈對數加上主要側脈大概為2~3對，細脈網狀，葉柄約1公分無毛被物。

### 花與果
花序為聚繖花序，腋生或頂生，花序長5~7公分，小花梗8~16公釐，花梗有密絨毛，花被片6枚，呈橢圓形，約3公釐長2公釐寬，頂端鈍形，外側及內側都有毛被物，完全雄蕊三輪每輪三枚，第一輪和第二輪雄蕊無腺體，花絲無毛被物，第三輪雄蕊中間有一對腺體，花絲基部有毛被物，第四輪退化雄蕊呈箭頭狀三角形，花絲有毛被物。子房呈橢圓形，無毛被物，約1公釐長，柱頭約1.8公釐長無毛被物，柱頭三淺裂，花期在四月到七月，果實為核果，長約1公分寬約0.5公分，成熟期在十月。

## 應用

### 民俗應用
土肉桂的木材可供器具建築之用，樹皮有治胃寒、消化不良、感冒、活血通經等功用，也是五加皮酒的主要原料，葉片則可以拿來泡肉桂茶。
鄒族人稱土肉桂為Nigi，將其可食用的根部當作零食，另外曬乾的樹皮可入魚湯、排骨湯；阿美族人則將土肉桂的果實搭配檳榔食用。居住於南投仁愛泰雅族，因山肉桂（Hom）的果實味道比馬告更強烈，所以更喜歡用來煮菜，煮雞湯。

### 現代應用
從肉桂樹皮提煉出來的芳香精油俗稱肉桂油，其活性成分非常複雜，主要成分為肉桂醛，含量在80%以上，其餘20%由香豆素、肉桂酸、水楊醛、苯甲醛等等物質組成，而土肉桂在70年代就被認定為良好的肉桂代用品，其精油的主要成分亦為肉桂醛和香豆素。相較於肉桂，土肉桂更勝一籌的是，除了可以從樹皮提煉精油之外，其枝葉也可以提取精油，且從枝葉提取的精油產量更是高出樹皮的5倍，因此不需要經由剝皮及伐木，只要採集土肉桂的葉片，就能夠提煉精油，還可以連年採收，相當有潛力成為優良的非木質林產物。
土肉桂精油的主要成分「肉桂醛」，有良好的殺菌效果，可用於木材防腐、食品防腐等等。另外由於肉桂醛的甜度為蔗糖的50倍，且有抗氧化能力，使其在食品添加應用上有極大的潛力。
根據海關資料統計，台灣每年進口自中國大陆、印尼進口的肉桂多達一千多公噸，進口價值約為1億2千萬，因此土肉桂有相當大的市場潛力。

## 外部連結
- 乙酸肉桂酯98% Cinnamyl acetate 98% （页面存档备份，存于） 中草藥化學圖像數據庫 (香港浸會大學中醫藥學院) （中文）（英文）
- 鄒族香料調味 （页面存档备份，存于）